# Protipomenka
Prótipoménke, oziroma antoními (grško anti - proti + onoma - ime) so v slovnici pari besed z nasprotnim pomenom, kot na primer vroč in mrzel, debel in suh, spodaj in zgoraj, bel ali črn, dinamika in statika. Protipomenke praviloma nastopajo v dvojicah. Nezdružljiv, oziroma nasprotni pomen se nanaša na dejstvo, da ena beseda v paru izključuje drugo besedo, kot v primeru, nekaj kar je dolgo namiguje, da ni kratko. Takšni zvezi pravimo binarna, oziroma dvojna zveza, ker vključuje dve besedi, ki sta nasprotnega pomena. Protipomenke so lahko samostalniki, glagoli, prislovi ali pridevniki, morata pa biti protipomenki vedno iste besedne vrste. Pri protipomenkah je nasprotni pomen pogosto približen in ne povsem točen, opazni so lahko pomenski odtenki, ki zmanjšujejo nivo protipomenskosti (na primer original in plagiat). Nepopolne protipomenke so v slovarju zato najpogosteje povezane samo primerjalno s prim. (na primer podnaslov in nadnaslov). Protipomenko najlažje definiramo z vprašanjem Kaj je nasprotje od X?
Termin antonim (in v povezavi antonimija) je sinonim od protipomenke, vendar ima tudi bolj specifičen pomen. Besede imajo lahko glede na pomen različne antonime. Dolg in visok sta antonima od nizek in obratno kratek in nizek od visok.
Antonimi so dveh vrst:
- stopnjevalni antonimi so pari, ki izražajo prostorska razmerja. Na primer zgoraj in spodaj, dolg ali kratek.

- dopolnjujoči (komplementarni) antonimi pa so pari, ki izražajo absolutno nasprotno razmerje. Na primer mrtev ali živ, moški ali ženska.

Čeprav so besedo antonim vpeljali jezikoslovci v 19. stoletju, so te povezave osnovni del jezika v nasprotju s sinonimi, ki so nastali skozi zgodovinski razvoj in pridobivali drobne različnosti, ali homonimi, ki so večinoma etimološki primeri ali naključja. Antonim antonimu sta po definiciji oba, sinonim in homonim.
Nekateri jezikoslovci ( John Lyons, David Crystal in D. Alan Cruse) pa z besedo antonim pojmujejo le stopnjevalne antonime (kot na primer dolg in kratek), ostali pa so definirani z drugimi poimenovanji. Medtem ko antonim pojmuje stopnjevalne antonime (v večini pridevnike), je protipomenka splošen termin za vsa ostala področja antonimije.
Različni jeziki poznajo različne načine ustvarjanja protipomenskosti, oziroma antonimije, v želji razširitve jezika. V angleščini je zelo znano dodajanje predpone in- in un- (real – unreal, docile – indocile), esperanto ima predpono mal- (bona »dobro« - malbona »slabo«) in napredni jezik (Newspeak - kjer dobijo besede nov ideološki pomen) ima predpono un- (ungood »slabo«).
Obstajajo besede, ki nimajo nasprotnega pomena, na primer ''kljunaš'', nima ustrezne protipomenke, kakor tudi ne moremo odgovoriti na vprašanje Kaj je nasprotje od kljunaš? Razlog za nastalo dilemo je, da živalske in rastlinske vrste nimajo binarnih nasprotji, razen seveda v spolu (na primer lev in levinja in ko govorimo o živalih ali rastlinah na splošno, na primer pes in mačka, iglavec in listavec).
Protipomenke so same po sebi nezdružljive binarne zveze, ki ustvarjajo določena poimenovanja in formule za svoja poimenovanja. Protipomenke so besede z nasprotnim pomenom.                  ( npr. svetel - temen, narobe - prav, mlad - star, enak - drugačen itd.) 
- Primer: beseda A je X, kar pomeni da beseda A ni Y.
- Ponazoritveni primeri: Če je mačka pomeni, da ni pes, če je hiter iz tega sledi, da ni počasen in če je inteligenten, ne more biti neumen.